# Foggy Nelson
Franklin Percy "Foggy" Nelson és un personatge de ficció que apareix en els còmics de Marvel Comics. El personatge va ser retratat com un secundari que ajuda a Daredevil (Matt Murdock); Foggy és el millor amic de Matt, durant la majoria del temps als còmics, i el seu soci al bufet d'advocats que tenen junts. El personatge va ser creat per Stan Lee i Bill Everett.
En un principi Foggy va ser retratat com un personatge profundament conflictiu, contínuament atrapat entres fortes discussions professionals amb Matt, la rivalitat per l'amor de Karen Page, i la seua lleialtat al seu amic.

## En altres mitjans

### Televisió
- Foggy Nelson apareix en algunes sèries de televisió del Marvel Cinematic Universe, interpretat per Elden Henson:[1]
  - Foggy apareix en Daredevil. Foggy coneix en Matt des que eren companys d'habitació a la Columbia Law School, ràpidament es farien molt amics. També comença a festejar amb Marci Stahl (Amy Rutberg), altra estudiant de dret.
  - Foggy apareix en The Defenders. Després de deixar Nelson & Murdock, Foggy s'ha tallat els cabells i té una aparença més corporativa; també ell i Marci tornen a estar junts.[2]
  - Foggy apareix en la segona temporada de Jessica Jones.[3] Quan Chao i Benowitz tracten de fer fora a Jeri pel seu comportament anterior a la debacle amb la seua exsecretària i Kilgrave (sota la pretensió de la seua recent diagnosi d'ELA), Foggy ofereix la seua ajuda a Jeri per a lluitar contra els seus socis.
  - Foggy apareix en la segona temporada de Luke Cage. Luke contacta amb Foggy perquè li ajude quan és demandat per agredir a Dontrell "Panderola" Hamilton, el qual tenia Benjamin Donovan representant-lo.

### Cinema
- Foggy Nelson apareix a Daredevil, interpretat per Jon Favreau. El rerefons i la relació del personatge amb Matt Murdock són fidels als còmics, però la seva personalitat és molt diferent. En la pel·lícula, Foggy és molt més ambiciós i no té cap reserva sobre els clients que ell sospita que són culpables. La versió del Director's Cut del DVD inclou moltes escenes addicionals sobre amb els dos socis junts.